# Rütteldorf

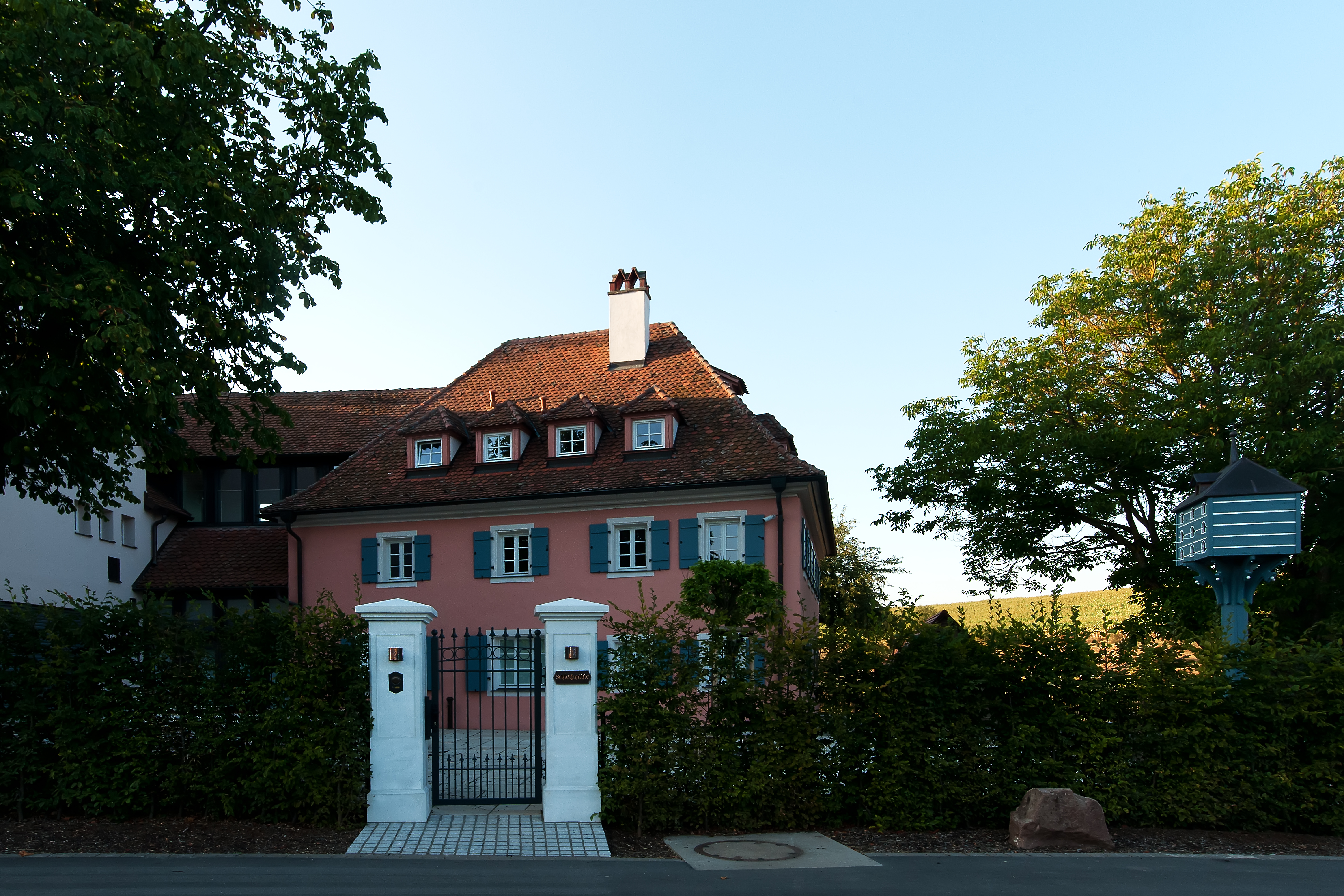
Haus Nr. 10: Schleifmühle

Rütteldorf (fränkisch: Riddl-doaf) ist ein Gemeindeteil des Marktes Cadolzburg im Landkreis Fürth (Mittelfranken, Bayern). Rütteldorf liegt in der Gemarkung Deberndorf.

## Geografie
Das Dorf liegt im Tal des Reichenbachs, eines linken Zuflusses der Bibert. Der Deberndorfer Bach mündet unmittelbar östlich als linker Zufluss in den Reichenbach. Der Ort ist von Acker- und Grünland umgeben. Die südöstliche Flur wird Bodenäcker genannt, nordwestlich Weiherfeld, nordöstlich Burgstall. Eine Gemeindeverbindungsstraße führt nach Ballersdorf (0,8 km westlich) bzw. nach Vogtsreichenbach (1,2 km östlich), eine weitere zur Kreisstraße FÜ 19 (0,9 km nördlich) zwischen Deberndorf (1,1 km westlich) und Zautendorf (0,8 km nordöstlich).

## Geschichte
Der Ort wurde 1341 als „Rudelndorf“ erstmals in einer Urkunde erwähnt, in der der Verkauf eines Eigengutes des Fritz von Lewzingen an das Kloster Heilsbronn bestätigt wurde. Das Bestimmungswort des Ortsnamens ist der Personenname Ruodilo, einer Verkleinerungsform des Personennamens Ruodo.
Gegen Ende des 18. Jahrhunderts gab es in Rütteldorf acht Anwesen (eine Mühle, vier Halbhöfe, ein Gut, zwei Gütlein). Das Hochgericht übte das brandenburg-bayreuthische Stadtvogteiamt Markt Erlbach im begrenzten Umfang aus. Es hatte ggf. an das brandenburg-ansbachische Oberamt Cadolzburg auszuliefern. Die Dorf- und Gemeindeherrschaft sowie die Grundherrschaft über alle Anwesen hatte das brandenburg-bayreuthische Kastenamt Neuhof.
Von 1797 bis 1808 unterstand der Ort dem Justiz- und Kammeramt Cadolzburg. Im Rahmen des Gemeindeedikts wurde Rütteldorf dem 1808 gebildeten Steuerdistrikt Deberndorf und der im selben Jahr gegründeten Ruralgemeinde Deberndorf zugeordnet. Am 31. Dezember 1971 wurde die Gemeinde Deberndorf im Zuge der Gebietsreform in Bayern aufgelöst und Rütteldorf nach Cadolzburg eingegliedert.

### Baudenkmal
- Haus Nr. 10: Schleifmühle[10]

### Einwohnerentwicklung
| Jahr      | 001818 | 001840 | 001861 | 001871 | 001885 | 001900 | 001925 | 001950 | 001961 | 001970 | 001987 |
| Einwohner | 69     | 98     | 101    | 101    | 83     | 79     | 68     | 99     | 72     | 77     | 73     |
| Häuser    | 10     | 14     |        |        | 16     | 15     | 14     | 15     | 15     |        | 18     |
| Quelle    | [ 12 ] | [ 13 ] | [ 14 ] | [ 15 ] | [ 16 ] | [ 17 ] | [ 18 ] | [ 19 ] | [ 20 ] | [ 21 ] | [ 1 ]  |

## Religion
Der Ort ist seit der Reformation evangelisch-lutherisch geprägt und bis heute nach St. Johannes der Täufer (Zautendorf) gepfarrt. Die Einwohner römisch-katholischer Konfession nach St. Otto (Cadolzburg).